# Schami-Statue

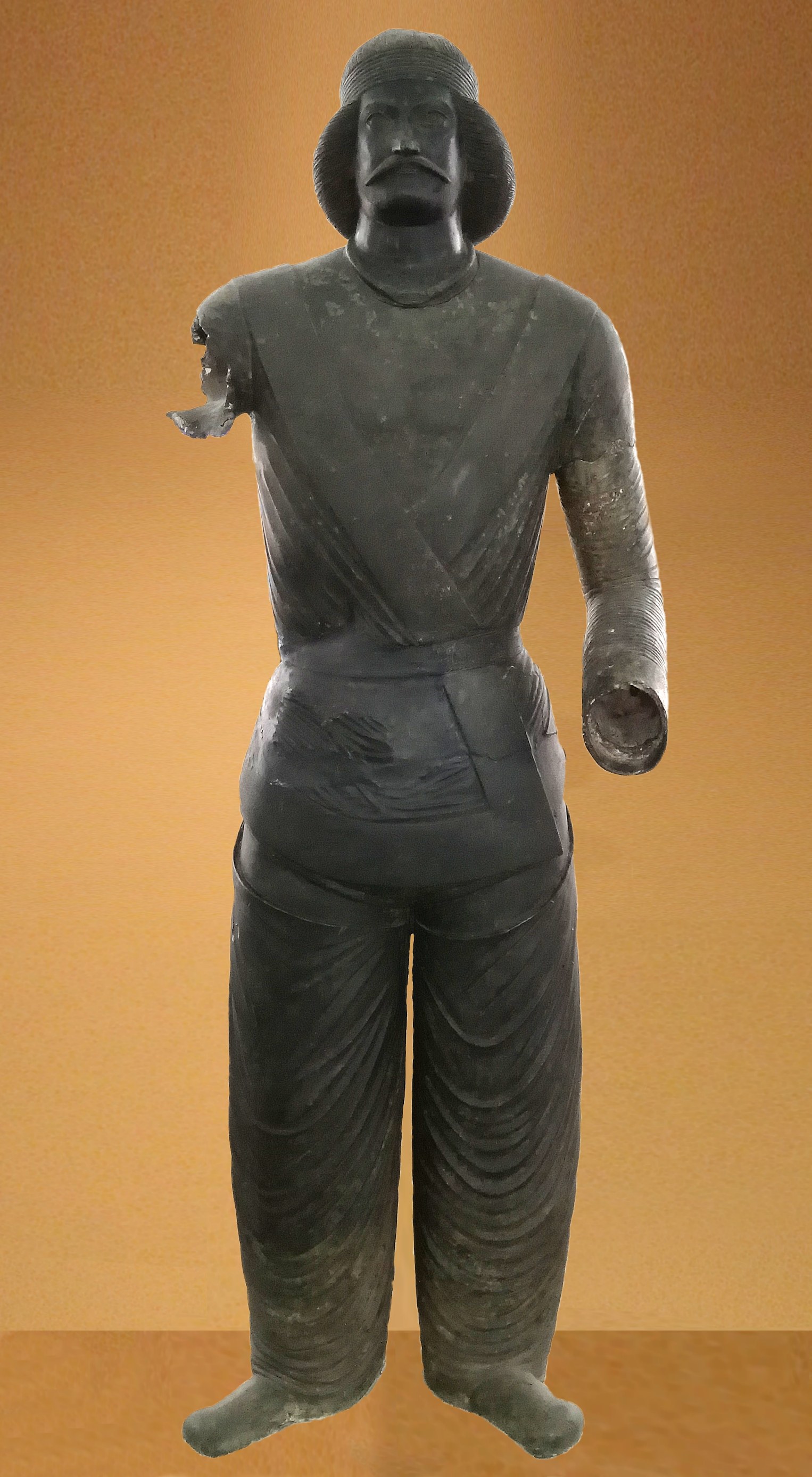
Statue, Iranisches Nationalmuseum 2401

Die Schami-Statue, Iranisches Nationalmuseum Inventar-Nr. 2401, gilt als eines der wichtigsten Werke der Parthischen Kunst. Die Statue wurden von Bauern in Schami, in Chuzestan im Südwesten des Iran, gefunden.
Die Statue ist 1, 94 m groß und aus Bronze. Sie stellt einen Mann in Frontalansicht dar. Das linke Bein der Statue ist das Standbein, das rechte das Spielbein. Die Arme sind verloren, doch fand sich in Schami ein bronzener Arm, der der Statue versuchsweise zugeordnet wird. Der Kopf ist im Vergleich zum Körper etwas zu klein. Das Gesicht ist eben, ohne weitere Modellierungen. Die Nase ist leicht aquilin. Der Mann trägt einen sehr kurzen Bart und hat einen buschigen Schnauzbart. Das Haar ist lang und bedeckt die Ohren. Um den Hals trägt er einen Reifen. Der Blick ist leicht nach oben gerichtet. Der Mann trägt eine Tunika, die vorne einen V-förmigen Ausschnitt hat, darunter trägt er Hosen.
Da der Kopf etwas zu klein ist, ist vermutet worden, dass er getrennt vom Körper gearbeitet wurde und die Statue erst in Schami zusammengesetzt wurde. Dafür spricht auch die etwas andere Bronzelegierung des Kopfes.
Die hohe Qualität der Arbeit gab Anlass zu zahlreichen Spekulationen. So wurde vermutet, dass das Werk von einem griechisch-römischen Künstler produziert wurde. Andere sehen darin das Werk einer Werkstatt aus Palmyra, wieder andere ein einheimisches Werk, das in Susa produziert wurde.
Auch die Datierung des Werkes bereitet Schwierigkeiten, da es kaum vergleichbare Werke gibt. Die Datierungen in der Literatur schwanken zwischen dem zweiten vorchristlichen und dem zweiten nachchristlichen Jahrhundert, jedenfalls aus der Periode des Partherreichs.
Die Figur wird meist als lokaler Adliger (wahrscheinlich ein elymaischer Fürst) interpretiert, der als Beter dargestellt ist. Die Statue ist von Bauern gefunden worden, stammt aber mit Sicherheit aus einem bei Schami ausgegrabenen Heiligtum, in dem sich zahlreiche Bronzeplastiken, meist hellenistischen Ursprungs, fanden.